# Conus arenatus
Conus arenatus är en havslevande snäckart som tillhör familjen kägelsnäckor. Snäckan blir omkring 2,5–9 cm lång. Den finns i Indiska oceanen och västra Stilla havet.

## Utseende
Sand/öken mönstrad kägelsnäcka. Mönstret kan variera en hel del, vilket underlättas av snäckans form för att känna igen den.

## Bildgalleri

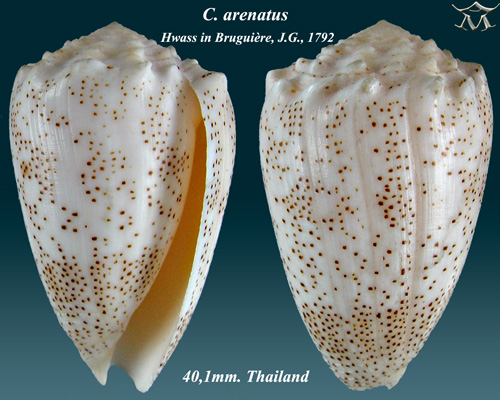
Conus arenatus
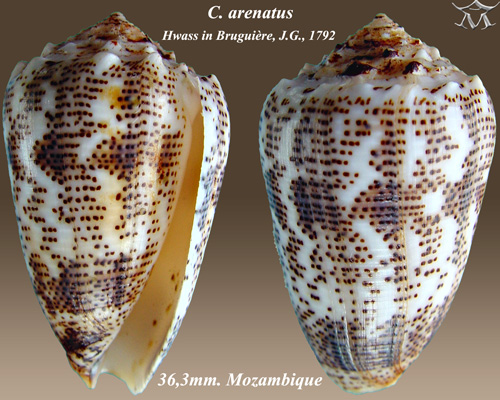
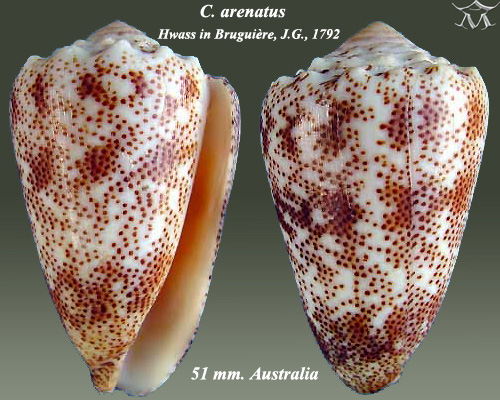
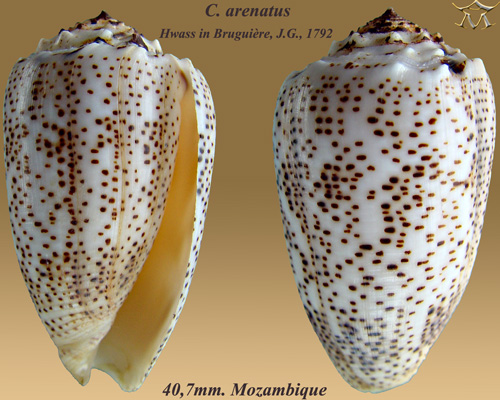
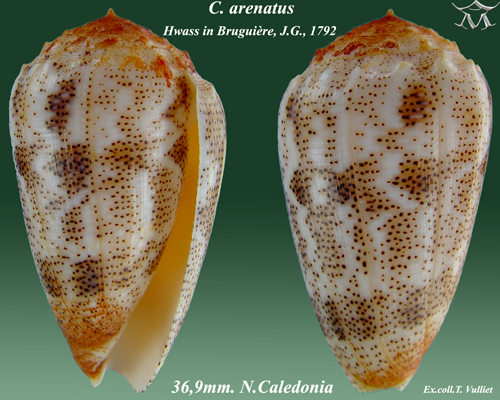